# Zbyszek Zaborowski
Zbyszek Zaborowski (ur. 26 lutego 1958 w Wilamowicach) – polski polityk i politolog, poseł na Sejm II, III, IV, V i VII kadencji (1993–2007, 2011–2015), deputowany do Parlamentu Europejskiego V kadencji (2004), w latach 2016–2019 wiceprzewodniczący Sojuszu Lewicy Demokratycznej.

## Życiorys
Ukończył w 1982 studia na Wydziale Nauk Społecznych Uniwersytetu Śląskiego w Katowicach. W latach 1982–1991 pracował jako asystent w Zakładzie Międzynarodowych Stosunków Politycznych XX wieku Uniwersytetu Śląskiego.
Należał do Socjalistycznego Związku Studentów Polskich, przewodniczył radzie wydziałowej i uczelnianej tej organizacji. Był członkiem Polskiej Zjednoczonej Partii Robotniczej od 1977 do 1990, w 1989 znalazł się w gronie założycieli Ruchu 8 Lipca. Następnie działał w Socjaldemokracji Rzeczypospolitej Polskiej (w tym jako przewodniczący rady wojewódzkiej w latach 1994–1999), w 1999 przystąpił do Sojuszu Lewicy Demokratycznej. Został działaczem Stowarzyszenia Ordynacka.
W latach 1993–2007 sprawował mandat poselski z ramienia Sojuszu Lewicy Demokratycznej na Sejm II, III, IV i V kadencji. Od 1998 do 2001 był także radnym sejmiku śląskiego. Od maja do lipca 2004 pełnił mandat posła w Parlamencie Europejskim. W wyborach parlamentarnych w 2005 startował z listy SLD w okręgu katowickim, uzyskując 12 643 głosy. W przedterminowych wyborach w 2007 nie ubiegał się o reelekcję (został wykreślony z listy Lewicy i Demokratów tuż przed rejestracją).
W styczniu 2008 został powołany na stanowisko wicemarszałka województwa śląskiego w ramach koalicji PO, PR, PSL i LiD. Objął również funkcję prezesa Śląskiej Organizacji Turystycznej. W 2010 uzyskał mandat radnego sejmiku śląskiego. W wyborach w 2011 z powodzeniem ubiegał się o powrót do Sejmu, dostał 9482 głosy. Przez kilka lat był przewodniczącym rady wojewódzkiej SLD w Katowicach. 25 marca 2012 przegrał w wyborach na przewodniczącego struktur tej partii w województwie śląskim z posłem Markiem Baltem. W wyborach w 2015 nie uzyskał poselskiej reelekcji. 23 stycznia 2016 został wiceprzewodniczącym SLD. W wyborach samorządowych w 2018 bezskutecznie kandydował do sejmiku śląskiego. W lipcu 2019 odszedł z SLD. W 2022 został przewodniczącym śląskiego oddziału Stowarzyszenia Lewicy Demokratycznej. W 2023 kandydował do Sejmu z ramienia Koalicji Obywatelskiej.